# انریکه اسکلانته

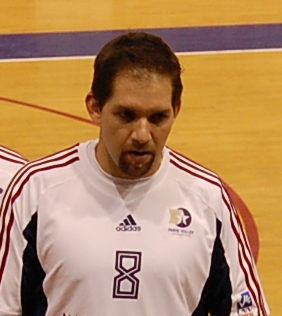

انریکه اسکلانته (به انگلیسی: Enrique Escalante) (زاده ۶ آگوست ۱۹۸۴) بازیکن والیبال اهل پورتوریکو عضو سابق تیم ملی والیبال مردان پورتوریکو است. او از سال ۲۰۰۵ تا ۲۰۱۲ در تیم ملی پورتوریکو حضور داشت.